# 신나리 (성우)
신나리(1994년 2월 22일 ~ )는 대한민국의 성우로, 2020년 대원방송 성우극회 공채 11기로 입사했다.

## 출연 작품

### 애니메이션
2021년
- 꼭두각시 서커스 - 빌마 손, 파티마, 톰 외 각종 단역
- 반요 야샤히메 1기 - 히코마루, 아이야 공주, 라이타
- 반요 야샤히메 2기 - 비구니 / 바다뱀 여인, 아이야 공주, 구미 선생 외 각종 단역
- 마루코는 아홉살 - 미유, 와카, 사야, 나르 엄마
- 블랙 클로버 - 바니카 조그라티스, 어린 리베
- 신 도라에몽 16기
- 원피스 무사의 나라 편 - 울티, 어린 이누아라시, 효고로의 아내, 사라헤비 외 각종 단역
- 작은 아씨들 - 해나, 애니, 제니, 토마스, 톰
- 작은 아씨들 - 조의 아이들 - 네드 파커
- 호빵맨 - 고추소녀, 크로와상 왕자, 유리구슬 소년, 은행소년 1, 모 외 각종 단역
- 닥터 스톤 STONE WARS - 어린 시시오 츠카사[1]
- 나의 히어로 아카데미아 5기 ~ 6기 - 버닝버닝(나의 히어로 아카데미아), 남아
- 카드파이트!! 뱅가드 overDress - 미나에 미레이, 콘도 나츠코
- 트로피컬 루즈! 프리큐어 - 리틀 엘더, 노열매의 엄마, 장리호, 배정아 , 하지않을랭야라네다, 몽땅 하지않을랭젠젠 야라네다, 절대 하지않을랭젯타이 야라네다, 슈퍼 절대 하지않을랭초 젯타이 야라네다, 은설아, 이유나, 서샘물, 김수영, 양하준, 김은별, 총무 외 각종 단역
- 쾌걸 조로리 ~불성실하면서도 성실한~쾌걸 조로리 - 로즈, 토순이 외 각종 단역
- 유희왕 SEVENS 2기 - 어린 사룩희, 미희 외 각종 단역

2022년
- 디지몬 어드벤처: - 신나리[1], 팔코몬, 미나의 어머니, 바코몬, 캇킨몬, 달팽이워매몬
- 미래열차 레일봇Z - 윤치상, 오성화
- 보틀맨 DX캡 혁명 보틀맨 드링크로스 - 박사향, 엘리
- 쾌걸 근육맨 2세(재더빙) - 어린 테리 키드테리 더 키드, 다경, 헬가
- 게게게의 키타로 6 - 하나코화장실의 하나코상, 불요괴타쿠로우비, 코지로코지로(게게게의 키타로), 아델아델(게게게의 키타로), 총리총리(게게게의 키타로)
- 일곱 바다의 티코(재더빙) - 토마스 르콩트
- 시골소녀 폴리아나 - 낸시
- 로미오의 푸른 하늘 - 안젤레타 몬트바니

2023년
- 우라마치 선생님 - 유카, 유타
- 블리치 천년혈전 편 : 결말담 - 캔디스 캐트닙
- 그녀가 공작저로 가야 했던 사정 - 그레이스
- 바닐라 페어리즈 - 뮤뮤링
- 체인소 맨 - 어린 덴지

2024년
- 나 혼자만 레벨업 - 성진아
- 블루 록 - 어린 쇼헤이
- 윈브레 -WINBRE- - 타치바나 코토하
- 슈팅스타 캐치! 티니핑 - 뽀송핑

### 극장용 애니메이션
- 기둥전사 건담 SEED FREEDOM - 힐다 하켄, 토야 마시마
- 극장판 도라에몽 시리즈
- 극장판 도라에몽: 진구의 우주소전쟁 2021 - 피이나
- 세계명작극장 극장판 시리즈
- 극장판 소공녀 세라 - 피터, 라비니아
- 극장판 안녕 앤 - 호레이스 토마스
- 극장판 엄마찾아 삼만리 - 피오리나
- 극장판 작은 아씨들 - 엘리자베스 마치
- 극장판 키다리 아저씨 - 줄리아
- 극장판 톰 소여의 모험 - 베키
- 극장판 플랜더스의 개 - 내레이션, 스테판
- 쿵푸팬더 4 - 토끼 삼총사, 돼지1

### 특촬물
- 가면라이더 제로원 - 어린 강경환, 이정훈, 원예봇 / 오니코 타입 마기어, 중매봇, 여직원봇1, 퍼휴먼 성우 외 각종 단역
- 가면라이더 세이버 - 이연홍 / 가면라이더 사벨라, 어린 서인화, 요정, 메두사 메기도
- 파워레인저 젠카이저 - 플린트 애드골드, 어린 전려욱, 미우, 소은 외 각종 단역
- 파워레인저 돈브라더즈 - 도가비 / 옐로 고스트 / 고스트 시스터 로보타로 / 태양귀, 어린 천홍도, 윤동인

### 게임
- 그랑사가 - 요우
- 던전 앤 파이터 - 레인&뮤아뮤즈(던전 앤 파이터)/스킬
- 디스라이트 - 발레리아
- 데스티니 차일드 - 스크루지스크루지(데스티니 차일드)
- 러브인 로그인 - 천수연
- 무기미도 - 데렌
- 승리의 여신: 니케 - 마스트
- 엑소스 히어로즈 - 네오미, 천년의 별 에이프릴에이프릴(엑소스 히어로즈), 엘 도라도 사브리나사브리나(엑소스 히어로즈)
- 원신 - 클로린드
- 짱구는 못말려! 나와 박사의 여름 방학 ~끝나지 않는 7일간의 여행~ - 한미녀
- 쿠키런: 킹덤 - 슈가글라스맛 쿠키

### 오디오북
- 구해줬더니 집착남이 되어 찾아왔다
- 두근두근 첫 비밀 친구
- 할마시 탐정 트리오
- 흙수저, 회귀로 재벌되다!
- 까마귀 우는 밤
- 원신 - 클로린드

### 오디오 드라마
- 감방에서 남자주인공을 만났습니다(ACO) - 프란시아 올르 로제니아 외
- 야화첩 (야해밤바다 야해) - 여종1 외

### 기타
- 블록나라의 알로스 - 밍